# Vacuna contra la hepatitis B

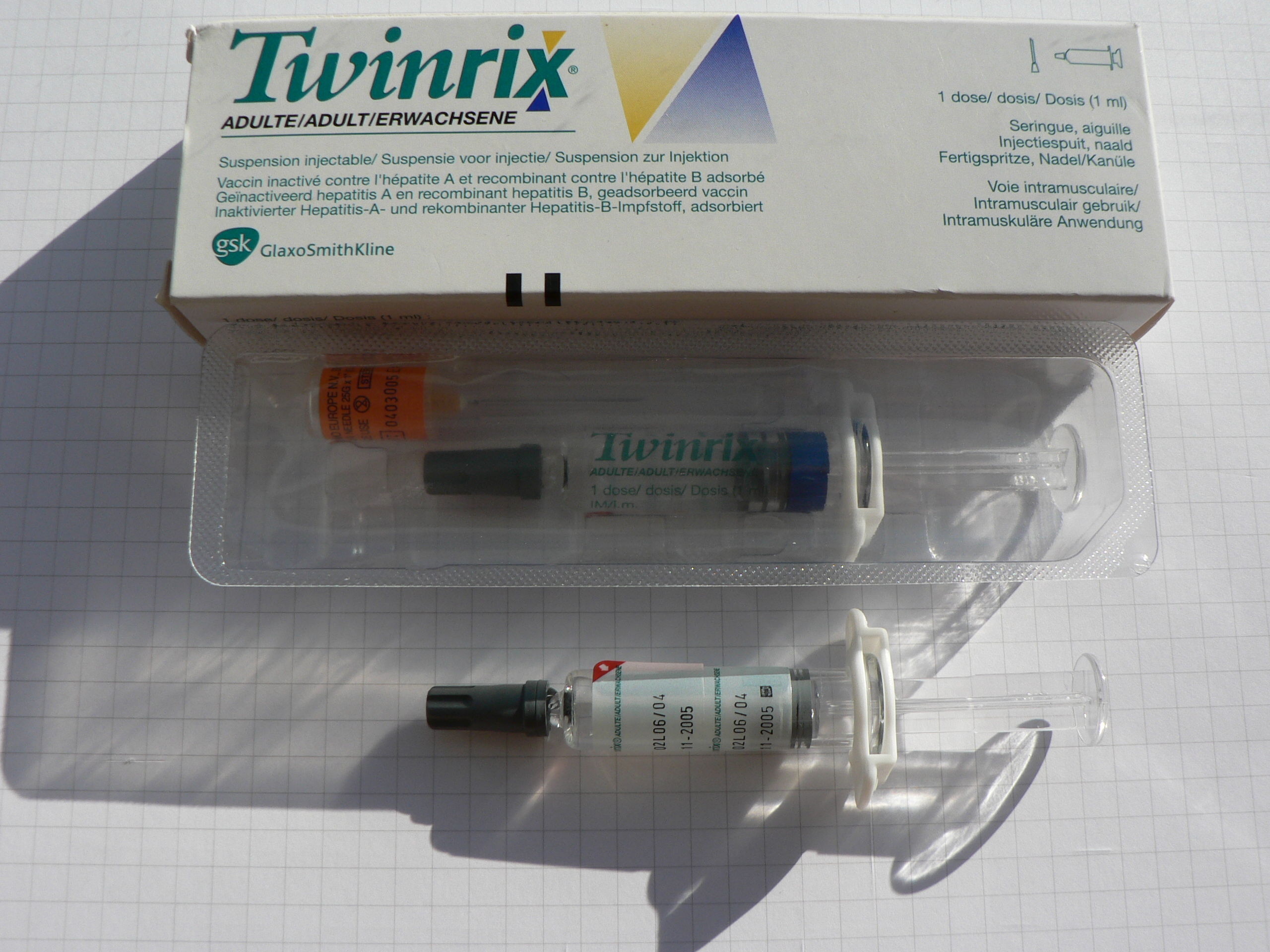
En los Estados Unidos la vacuna contra la hepatitis B es producida por GlaxoSmithKline.

La vacuna contra la Hepatitis B es una vacuna desarrollada para la prevención de una infección por hepatitis B. La vacuna contiene una de las proteínas de la envoltura del virus de la hepatitis B, el antígeno de superficie de la hepatitis B. Después del curso de tres dosis inyectadas, se espera que el sistema inmunitario haya creado anticuerpos contra el HBsAg y se hayan establecido en la circulación sanguínea. El anticuerpo formado se conoce como anti-HBsAg y provee memoria inmunitaria en contra de la hepatitis B, una enfermedad que causa graves daños al hígado.

## Historia
La vacuna se preparó originalmente del plasma sanguíneo obtenido de pacientes con infecciones de hepatitis. Sin embargo, las vacunas en el presente se fabrican usando ADN recombinante.  Estas nuevas vacunas fueron desarrolladas en 1986 por el bioquímico chileno Pablo Valenzuela. Ambas formas de la vacuna son consideradas igualmente eficaces. Las vacunas de ADN recombinado consisten en proteínas producidas por cultivos de levaduras modificadas genéticamente. A diferencia de las vacunas derivadas del plasma humano, las vacunas por recombinación de ADN no se producen con el uso de células humanas o material proveniente de tejidos animales.
Conservación de la vacuna:
Las características propias de las vacunas son productos biológicos termolábiles, lo cual quiere decir que se descompone o se desnaturaliza por el calor o el frío, perdiendo, generalmente, su actividad, es por eso por lo que la vacuna se debe conservar entre +2 °C y +8 °C. Temperaturas superiores o inferiores a estas pueden producir perdida de actividad o inactividad. Ciertas vacunas son más sensibles que otras al calor. Cuando la vacuna pierde su eficacia el hecho de colocarla en el congelador no devuelve su eficacia a la vacuna.
La vacuna puede transportarse básicamente en dos formas, en unidades refrigerantes o en móviles comunes, acondicionada en caja de transporte. Es importante que el personal que trabaja con vacunas, tanto en su manejo como en la aplicación y su transporte, esté capacitado.

## Hepatitis B
Una infección por hepatitis B puede causar hepatocarcinoma, una forma de cáncer del hígado. Por esa razón, las vacunas contra la hepatitis B son vacunas que previenen la aparición de cáncer. De acuerdo con los Centros para el Control y la Prevención de Enfermedades de los Estados Unidos, la vacuna contra la hepatitis B fue la primera vacuna en prevenir una forma de cáncer.
Modo de transmisión:Puede efectuarse principalmente por cuatro mecanismos:
- De la madre al hijo en el momento del nacimiento (peri-natal o vertical)
- Por contacto persona a persona
- Por vía sexual
- A través de la exposición parenteral a sangre, hemoderivados y otros fluidos orgánicos u órganos infectados.

El virus de la hepatitis B puede sobrevivir fuera del organismo por lo menos siete días. En ese período todavía puede causar infección si penetra en el organismo de una persona no protegida por la vacuna.
El virus de la hepatitis B no se transmite por alimentos o agua contaminados, ni por contactos ocasionales en el lugar de trabajo.
El período medio de incubación de la hepatitis B es de 75 días, pero puede oscilar entre 30 y 180 días. El virus, que se puede detectar entre los 30 y los 60 días de la infección, persiste durante un período de tiempo variable.

## Poblaciones recomendadas

Distribución de la prevalencia mundial de hepatitis B (2005).
Rojo = prevalencia >8%;
Crema = prevalencia entre 2 y 7%;
Gris = prevalencia <2%.

Los neonatos nacidos de madres con infecciones activas de hepatitis B deben recibir la vacuna para reducir el riesgo de transmisión madre a hijo(a) del virus. Inmediatamente después del nacimiento, es decir, dentro de las primeras 24 horas del parto, los recién nacidos deben ser vacunados con el HBsAg e inyectados con inmunoglobulina anti-hepatitis B (HBIg). El calendario de la vacuna contra la hepatitis B en recién nacidos vacunados al nacimiento incluye una segunda dosis al mes o a los 2 meses y una tercera dosis a los seis meses de edad. En aquellos bebés que no reciben la primera dosis al nacer, pueden recibir la vacuna de la hepatitis B conjuntamente con otras vacunas infantiles de rutina a los 2 meses, 4 meses y la tercera dosis entre los 6 y 16 meses de vida. Los adolescentes o adultos que no hayan sido vacunados deben comenzar su serie de tres dosis de inmediato.
En varios países se recomienda la vacunación rutinaria de todo niño en contra de la hepatitis B. En países con una tasa elevada de infecciones por hepatitis B, la vacuna de recién nacidos ha reducido el riesgo de infección, así como una reducción significativa de cáncer del hígado. En muchas regiones del mundo, se requiere la administración de la vacuna a personal de la salud y de laboratorios.

## Respuesta inmunitaria
Seguido el curso primario de tres dosis, se realiza una prueba de sangre en un intervalo de 1-4 meses para establecer si se ha instalado una respuesta inmune adecuada, definida con niveles de anticuerpos anti-HBsAg por encima de 100 mIU/mL. Se espera una respuesta completa de este tipo en aproximadamente 85-90% de los vacunados.
Una concentración de anticuerpo entre 10 and 100 mIU/mL se considera una respuesta inadecuada y se recomienda que dichos individuos reciban una dosis adicional sin que se requiera de ellos pruebas de sangre adicionales. Aquellos que no responden a la vacuna, es decir, cuyos niveles de anticuerpos sanguíneos son menores de 10 mIU/ml, deberían ser examinados para descartar una infección por hepatitis B en el presente o el pasado y deben repetir el curso de inmunización contra el virus, así como una revaluación de sus niveles de anticuerpos al cabo de 1-4 meses después del segundo curso de la vacuna. Quienes aún no reaccionen con la vacuna, requerirán de la inmunoglobulina (HBIg) si llegasen a estar expuestos al virus de la hepatitis B en un futuro.
Las respuestas inadecuadas se asocian por lo general con una edad mayor a los 40 años, obesidad, el tabaquismo e igualmente en alcoholismo especialmente con alguna enfermedad del hígado avanzada. Aquellos individuos inmunosuprimidos o en diálisis renal puede que respondan menos y que requieran dosis más frecuentes o de mayor concentración. Se sabe de al menos un estudio en el que se evidencia que la vacuna es menos efectiva en pacientes con VIH.

## Duración de la protección
Aunque inicialmente se pensó erróneamente que la vacuna de la hepatitis B no confería protección indefinida, se considera ahora que ese ya no es el caso. Reportes previos sugerían que la vacuna proveería cobertura efectiva entre 5 y 7 años, sin embargo, se ha evidenciado inmunidad de larga data proveniente de la memoria inmunitaria más allá de la pérdida de valores detectables del anticuerpo, de modo que ya no se requiere que se hagan pruebas de concentración del anticuerpo ni que se otorguen dosis adicionales de la vacuna en individuos efectivamente vacunados e inmunocompetentes. Con el paso del tiempo, se ha demostrado que la protección puede durar un mínimo de 25 años en aquellos en que se ha demostrado una respuesta inmune inicial adecuada al curso primario de vacunación, aunque en algunos países se sugiere que los profesionales de salud reciban una dosis adicional al cabo de 5 años de la última dosis de la vacunación primaria.

## Reacciones adversas
Los efectos secundarios graves por razón de la vacuna contra la hepatitis B son poco frecuentes y en casi todos los casos se deben a una reacción alérgica a algún componente de la vacuna. No se debe continuar la serie de dosis si se presenta una hipersensibilidad a la vacuna en alguna de sus dosis. Si el individuo, en especial un niño se presenta con una enfermedad más grave que un resfriado, debe posponerse la vacuna contra la hepatitis B. Por lo general, no se ven secuelas y ocasionalmente puede aparecer una fiebre leve que no debe extenderse más de 24 horas. Cualquier eventualidad de riesgo debe ser consultada con un profesional de la salud capacitado.
Sin embargo, varios estudios han relacionado la vacunación contra la hepatitis B y la aparición de esclerosis múltiple, aumentando el riesgo en los tres años posteriores a la vacunación según un estudio del 2004. No obstante, muchos expertos no apoyan el estudio por sus métodos utilizados.